# Nasonovia acyrthosiphon
Nasonovia acyrthosiphon är en insektsart som först beskrevs av Richards 1963.  Nasonovia acyrthosiphon ingår i släktet Nasonovia och familjen långrörsbladlöss. Inga underarter finns listade i Catalogue of Life.